# Starship Troopers 2 - Eroi della federazione
Starship Troopers 2 - Eroi della federazione è un film di fantascienza bellica del 2004 uscito direttamente per il mercato home video, diretto da Phil Tippett. È un sequel a "basso costo" di Starship Troopers - Fanteria dello spazio del 1997.

## Trama
Una squadra di soldati si ritrova bloccata in un mondo invaso dagli Aracnidi; anche con la loro nuova tecnologia di pistola laser e l'assistenza dei soldati psichici, gli insetti li hanno sopraffatti. Il generale Jack Shepherd fa un'ultima resistenza con quattro dei suoi migliori soldati, permettendo alla maggior parte delle sue truppe sopravvissute di scappare - tra cui il sergente Dede Rake, il tenente sensitivo Pavlov Dill, il soldato Jill Sandee, il suo amante soldato semplice Duff Horton, il soldato Billie Otter e il soldato Lei Sahara. Nonostante abbia raggiunto una relativa sicurezza, la squadra viene ridotta da tempeste mortali e imboscate di Aracnidi. Il tenente Dill è afflitto da visioni degli Aracnidi che annientano l'umanità, ostacolando i suoi sforzi per guidare la squadra, e sfoga la sua rabbia sul soldato semplice Sahara, che si rivela essere una sensitiva che ha perso il controllo affidabile delle sue capacità durante la pubertà.
I sopravvissuti si rifugiano all'Hotel Delta 1-8-5, una struttura abbandonata che contiene il capitano V.J. Dax, caduto in disgrazia, che ha ucciso il suo comandante ed è stato rinchiuso in una fornace come punizione. Si alza una mortale tempesta di polvere, lasciando i sopravvissuti senza comunicazioni o supporto per un lungo periodo di tempo, e si proteggono con una recinzione elettrica. Dax assume il comando da Dill dopo averlo ritenuto un leader incompetente, lasciando Dill irritato poiché vede Dax come un traditore della Federazione.
Subito dopo che le difese sono state installate, i sopravvissuti sono sorpresi di incontrare un generale Shepherd ancora in vita, accompagnato da tre soldati che lo hanno salvato dal massacro del suo gruppo: il soldato in coma Charlie Soda, lo strano sergente tecnico Ari Peck e il caporale medico Joe Griff. Con l'aiuto dei nuovi arrivati risolvono i loro problemi tecnici, inclusa la mancanza di comunicazione, e aspettano che una navicella della flotta li salvi.
Alla base, Soda fa la doccia e seduce Horton. Con il cuore spezzato, Sandee trova una nuova dolce metà in Griff, facendo infiammare gli animi; tuttavia, sia Horton che Sandee si comportano presto in modo strano, così come molti altri sopravvissuti. Sahara sembra essersi ammalata, soffrendo di incubi e svegliandosi vomitando; successivamente, sfiora accidentalmente la mano di Griff e ha una visione psichica. Va da Rake per un consiglio e Rake suggerisce che Sahara è incinta, il che può causare visioni se uno dei genitori o il figlio è un sensitivo, oltre a rendere le ragazze capricciose e convinte di sapere tutto. Alla fine Sahara e Dax si trovano ad affrontare una nuova razza di Aracnidi; un insetto che infesta il corpo umano entrando dalla bocca e propagandosi all'interno del cervello. Vanno da Dill con la notizia e fanno ammenda con lui, dopo di che un Dill tormentato dai sensi di colpa confessa le orribili visioni che ha subito dopo aver guidato le sue precedenti decisioni sbagliate, il che ha lasciato Dill perseguitato dalle molte morti sotto il suo comando durante la fuga. Sahara dice a Dill che anche lei ha ricevuto parti della visione, e Dill dice a Sahara che un effetto collaterale occasionale della gravidanza può essere un temporaneo ritorno delle capacità psichiche perse durante la pubertà.
Subito dopo aver fatto ammenda, Dill scopre che anche il generale Shepard è stato sedotto e infettato da Soda con l'insetto che controlla la mente. Dill tenta di catturare Soda insieme a diversi soldati infetti da sezionare e studiare ma, mentre si lamenta degli orrori che li attendono, l'infettato Otter lo uccide con un coltello che Dax gli aveva dato; l'omicidio è attribuito a Dax, visto che il suo nome era stato inciso sul coltello in precedenza, e viene rinchiuso nuovamente.
Dopo che Dax è stato imprigionato, Rake cade in un'imboscata da parte degli infetti Horton e Otter, quest'ultimo bloccando Rake mentre il primo la infetta costringendole l'insetto di controllo in gola. Otter tenta quindi di infettare anche Sahara ma viene catturato e ucciso con delle bastonate da un tubo alla testa. Rake prende tante dosi di adrenalina per ostacolare il suo insetto di controllo abbastanza a lungo da ferire Sandee, uccidere Horton e salvare sia Sahara che Dax; poi si uccide prima che l'insetto possa prendere il pieno controllo di lei. Sahara usa le sue capacità psichiche ripristinate per leggere la mente dell'Aracnide che ha infettato Rake e scopre il piano degli insetti: usare il generale Shepherd per infestare l'Alto Comando e sabotare l'intera Federazione dall'interno, permettendo agli insetti di spazzare via la razza umana proprio come nella visione del Sahara. Sahara e Dax uccidono il resto delle truppe infette, affrontando l'infetto guida sul tetto proprio mentre i recinti del polso falliscono. Shepherd sta per essere salvato quando Dax, armato di fucili a doppia impugnatura, lo uccide. Dax porta Sahara sulla nave, dicendo all'equipaggio sconcertato che detiene informazioni vitali per la sopravvivenza della Federazione e che gli assassini non vanno a casa (riferendosi ai suoi crimini passati), morendo in un lampo di gloria mentre respingeva gli insetti.
Un anno dopo sulla Terra, Sahara - ora congedata dall'esercito - partecipa a un seminario di reclutamento con il figlio appena nato per parlare della sua esperienza, parlando delle azioni di Dax e accreditandolo per averle salvato la vita. Sebbene Dax sia stato etichettato come 'Eroe della Federazione', la sua morte è avvolta nella propaganda poiché la Federazione sostituisce le sue ultime parole con "Non versare lacrime per me, la mia gloria vive per sempre!", nascondendo il suo passato in disgrazia e usando la sua fine come mezzo di reclutamento. Quando Sahara se ne va, l'ufficiale di reclutamento la ringrazia per essere intervenuta e le dice anche di crescere bene suo figlio, poiché "Abbiamo bisogno di carne fresca per il tritacarne"; Sahara è visibilmente allarmata dalle implicazioni e fugge dalla stazione di reclutamento, mentre il reclutatore sorride insensibilmente.

## Produzione
Il film è stato girato in California, presso Santa Clarita e presso gli Raleigh Manhattan Beach Studios.

## Distribuzione
- USA: 24 aprile 2004
- Italia: 4 maggio 2004
- Regno Unito: 10 maggio 2004
- Germania: 25 maggio 2004
- Francia: 16 giugno 2004